# Tatort: Viktualienmarkt
Viktualienmarkt ist ein Fernsehfilm aus der Krimireihe Tatort. Der vom Bayerischen Rundfunk produzierte Beitrag wurde am 12. März 2000 im Programm Das Erste der ARD erstgesendet. In ihrem 25. Fall werden die Kommissare Batic und Leitmayr mit einem Vorfall aus der Vergangenheit konfrontiert, der großen Einfluss auf das Leben der Betroffenen hatte und bis heute nachwirkt. Ihre Ermittlungen führen sie ins Umfeld des Münchner Viktualienmarktes.

## Handlung
Der Geschäftsmann Hans Riedl erzählt Bernadette König, die zusammen mit ihrer Schwester Luise Schaller einen Stand auf dem berühmten Münchner Viktualienmarkt betreibt, dass sie bald Konkurs anmelden könne, wenn sie so weitermache und dass er das nicht verstehe, da der Stand doch eine Goldgrube sei. Einige Zeit später berichtet Luise ihrer Schwester Bernadette ganz aufgewühlt, dass das alte Kieswerk bei Maria Gnaden wieder in Betrieb sei und fragt bange, was sei, wenn sie ihn jetzt finden würden. Zur selben Zeit streiten Christian Schaller und sein Sohn Andreas miteinander. Wieder einmal ist Christian betrunken. Andreas, der bruchstückhaft das Gespräch zwischen Mutter und Tante mitbekommen hat, will wissen, wen man nicht finden dürfe, bekommt aber keine Antwort. Auch darum, wo die Einnahmen aus dem Gemüsestand bleiben, wird ein Geheimnis gemacht.
Bei Bauarbeiten an der Bundesstraße zur Wallfahrtskirche von Maria Gnaden werden die Überreste eines Toten gefunden. Die Kriminalhauptkommissare Ivo Batic, Franz Leitmayr und Oberkommissar Carlo Menzinger werden gerufen. Tags darauf lautet der Aufmacher in der Zeitung: „Rätselhafter Leichenfund bei Maria Gnaden.“ Als die Schwestern das lesen, spricht Bernadette beschwörend auf Luise ein und meint, dass der Stand ihnen bleibe und dass alles immer so bleiben werde, wie es immer gewesen sei.
Bei der Leiche handelt es sich um einen ca. 26 Jahre alten Mann, der durch Fremdeinwirkung ums Leben kam und dort mindestens 20 Jahre gelegen hat. Wer hat ihn vergraben und warum ausgerechnet dort? Damals, am 12. August 1978, kam ein Kirchenschatz, der auch den Heiligen Christophorus beinhaltete, abhanden. Der Christophorus, der sehr kostbar ist, ist nach wie vor verschwunden. Pfarrer Koschel zeigte das seinerzeit an. Batic will dazu von Koschel Genaueres wissen. Der Pfarrer erzählt, er habe den Kirchenraub um Mitternacht bemerkt. Der Täter habe ihm jedoch einen Schlag mit einem harten Gegenstand versetzt und er sei ohnmächtig geworden. Auf dem vom Erkennungsdienst rekonstruierten Foto des Toten erkennt er den Mann wieder, den er damals gesehen hat. Pfarrer Koschel erzählt weiters, dass die Töchter eines fleißigen Spenders mit Namen König am 12. August 1978 einen Unfall hatten und der Mann wohl aus Dankbarkeit, dass ihnen nichts Ernsthaftes passiert war, immer wieder Geld gespendet hat.
Die Kommissare suchen Professor Kratzer auf, einen Experten auf dem Gebiet der Erkennung von Schädeln. Danach begeben Batic und Leitmayr sich zum Viktualienmarkt zum Stand von König und Schaller. Als Andreas Schaller das Foto des aufgefundenen Toten in der Zeitung entdeckt, der fast genauso aussieht wie er, gerät er völlig aus der Fassung und meint, er habe einen toten Vater, eine Mutter, die lüge, und eine Tante, die betrüge. Auch bei seiner Mutter Luise löst das Foto Fassungslosigkeit aus. Als Pfarrer Koschel kurz darauf Andreas Schaller am Rand der Baustelle sitzend entdeckt, meint er, er halluziniere.
Von Prof. Kratzer erfahren Batic und Leitmayr, dass der kausale Schlag gegen den Toten mit brutaler Wucht von unten ausgeführt worden sein muss. Allerdings wisse man nicht, ob der Schädel sich gesenkt habe oder das Lenkrad gegen den Schädel geprallt sei. Die Wahrheit liege, wie so oft im Leben, wahrscheinlich in der Mitte. Batic, Leitmayr und Menzinger begeben sich erneut zum Viktualienmarkt. Dort wurde Christian Schaller frühmorgens von seiner Frau gefunden. Der schwer alkoholisierte Mann weist einen Genickbruch auf. Es gibt keine Hinweise auf Fremdeinwirkung. Die Kommissare halten den Schwestern König vor, dass ihr Vater den Tag seiner Dankesspende auf den 12. August eines jeden Jahres gelegt habe. Von einer der Marktfrauen erfahren sie außerdem von Bernadette Königs Spielsucht. Pfarrer Koschel erzählt ihnen von seiner Begegnung mit Andreas Schaller und meint dazu, er hätte einen Geist gesehen. Als sie Schaller befragen, erzählt er ihnen, er sei die ganze Nacht mit dem Moped herumgefahren, weil der Tote genauso aussehe wie er. Man konfrontiert Luise Schaller mit den Tatsachen und meint, dass man wohl keine DNA-Analyse dafür brauche, dass der Tote der Vater von Andreas sei. Bernadette König will, dass man ihre Schwester in Ruhe lässt. Luise wisse nichts über den Toten. Das sei eine Discobekanntschaft gewesen, eine Liebe auf dem Autorücksitz, einmal und dann nie wieder. Die Kommissare lassen jedoch nicht nach und meinen, es gebe jemanden, der gesehen habe, dass sie bei dem damaligen Unfall keine Hilfe geleistet hätten, das sei unterlassene Hilfeleistung, wenn nicht gar Totschlag.
Die wertvolle Lizenz für den Viktualienmarkt hat der Vater von Bernadette und Luise seinem Enkel vermacht, sie steht ihm mit Vollendung des 20. Lebensjahres zu. Nur wenn man sich etwas zuschulden kommen lässt, kann sie einem entzogen werden. Für einen solchen Fall hat sich Hans Riedl um die Lizenz beworben. Die Kommissare observieren die Schwestern und belauschen ein Gespräch, das sie mit Riedl auf dem Großmarkt führen. Auch Andreas Schaller ist dabei. Es stellt sich heraus, dass Andreas die Figur des Christophorus, die von den Schwestern seit einiger Zeit vermisst wird, zu Riedl gebracht hat. Der erpresst die Frauen und Andy nun mit seinem Wissen und will, dass sie ihm die Lizenz „freiwillig“ überschreiben. Als die Kommissare einschreiten und Riedl festnehmen wollen, schnappt Andy sich den Christophorus und flieht, kann jedoch zum Aufgeben bewogen werden. Der junge Mann ist völlig außer sich und will von der Mutter wissen, was damals geschehen sei. Er erfährt, dass Mutter und Tante seinem Großvater versprechen mussten, das Geheimnis des 12. August zu wahren. Die Kommissare bestätigen Andreas Schaller, dass das mit seinem Vater ein Unfall gewesen sei und er ihn nicht gestoßen habe, er müsse sich aber wegen unterlassener Hilfeleistung verantworten. Die Schwestern, auf die ein Prozess wartet, erzählen, dass es damals ein Unfall gewesen sei und Andys Vater Winni so schwer verletzt worden war, dass man ihm nicht mehr habe helfen können, nur deshalb habe man ihn dort begraben und weil man einfach nicht gewusst habe, was man tun solle.

## Produktion und Hintergrund
Viktualienmarkt wurde vom 28. Juli bis zum 30. August 1999 in München und Umgebung gedreht. Die Produktionsleitung lag bei Jürgen Klauser, die Redaktion bei Silvia Koller vom Bayerischen Rundfunk.
Der aus dem österreichischen Linz stammende Berthold Mittermayr übernahm die Regie in dieser vom Bayerischen Fernsehen produzierten Folge, sein Bruder Georg war für die Filmmusik zuständig. Das Skript wurde von Ingmar Gregorzewski erstellt. Michael Fitz, der die Rolle des Carlo Menzinger spielt, wird in dieser Folge von seinem Vater Gerd unterstützt, der die Rolle eines Pfarrers übernommen hat.
Ivo Batic bewirbt sich in dieser Folge in Münchens angesehenstem Gourmet-Club „Club der Topfgucker“ um eine Mitgliedschaft. Dazu ersteht er auf dem Viktualienmarkt die erlesensten Zutaten.
Die Tatort–Folge Viktualienmarkt ist am 25. Februar 2010 bei Touchstone bzw. bei Walt Disney Studios Home Entertainment auf DVD erschienen, außerdem ist sie in der ebenfalls am 25. Februar 2010 erschienenen Tatort München Batic/Leitmayr-Box, 4 ihrer besten Fälle, enthalten. Bei den drei weiteren Folgen handelt es sich um … und die Musi spielt dazu, Norbert und Ein mörderisches Märchen.

## Rezeption

### Einschaltquoten
Die Erstausstrahlung von Viktualienmarkt am 12. März 2000 wurde in Deutschland von 9,97 Millionen Zuschauern gesehen und erreichte einen Marktanteil von 27,09 % für Das Erste.

### Kritik
Im Nachrichtenmagazin Der Spiegel vom 6. März 2000, Nr. 10 wird rezensiert mit Einschalten oder Ausschalten. Der Viktualienmarkt möge eingeschaltet werden, war die Empfehlung, denn auf „Münchens berühmtesten Markt, wo es für Unsummen mitten im Winter Kirschen aus Chile oder Radieschen aus Neuseeland zu kaufen gibt, dort [könne] die Not nicht wohnen“, denke man:

„Berthold Mittermayr inszenierte ein ordentliches Stück Krimi, nicht so erlesen wie Kirschen aus Chile, aber deftig wie bayerischer Radi.“

TV Spielfilm war der Ansicht, dass die Geschichte „einige Längen“ habe, Leitmayr und Batic diese aber durch ihr Spiel wieder „rausreißen würden“. Der Film erhielt die Wertung: Daumen nach oben (Humor und Spannung jeweils zwei von drei Punkten, Action einen Punkt, Community Höchstzahl 5 Sterne). Fazit:

„Der charmante Schmäh zwischen Leitmayr und Batic ist ein echter Genuss. Ein Marktplatz voller Kuriositäten“

Rainer Tittelbach von Tittelbach.tv befand zwar, dass der Fall ein „bisschen viel schicksalhafte Verstrickung“ biete, bescheinigte Höfferer und Tietze aber, dass sie ihre Rollen mit „satter bajuwarischer Kraft“ füllen würden. Es sei außerdem ein Krimi rund um eine der „größten Attraktionen der weißblauen Landeshauptstadt“, den „Viktualienmarkt“:

„Ein Unfall, ein Kirchenraub, eine ungewollte Schwangerschaft – Eine Lebenslüge kommt nach 30 Jahren ans Licht. In sie verstrickt sind zwei Schwestern, ‚Standl‘-Besitzer auf dem legendären Viktualienmarkt. Ein bisschen viel schicksalhafte Verstrickung und grobgeschnitzt die Figuren, aber Höfferer und Tietze füllen die Rollen mit satter bajuwarischer Kraft. Und auch die Kommissare sind recht gut aufgelegt und philosophieren übers leibliche Wohl.“

Die Fernsehzeitschrift prisma hob die innere Zerrissenheit der Täter hervor, die ein ungesühntes Verbrechen bei ihnen auslöse und befand, dass dies „eine spannende und gut besetzte Episode um das Münchner Duo“ sei, die vom Regisseur „gekonnt in Szene“ gesetzt werde:

„Er [Regisseur Berthold Mittermayr] beleuchtet hier nicht nur die seelischen Abgründe, die ein Verbrechen bei den Tätern entstehen lassen, sondern zeigt darüber hinaus, dass eine solche Tat auch Jahrzehnte später noch tragische Konsequenzen haben kann. Darüber hinaus ist dieser Fall auch eine Hommage an den weltberühmten Münchner Viktualienmarkt, dessen 200-jähriges Jubiläum 2007 gefeiert wurde.“